# Kuruçeşme, Sapanca
Kuruçeşme là một xã thuộc quận Sapanca, tỉnh Sakarya, Thổ Nhĩ Kỳ. Dân số thời điểm năm 2008 là 192 người.